# Uza (stacja kolejowa)
Uza (biał. Уза; ros. Уза) – stacja kolejowa w miejscowości Uza, w rejonie budzkim, w obwodzie homelskim, na Białorusi. Położona jest na linii Homel - Żłobin - Mińsk.
Stacja powstała w XIX w. na linii Kolei Libawsko-Romieńskiej pomiędzy stacjami Buda Koszelewska i Homel. Początkowo nosiła nazwę Siemienówka (ros. Семеновка, biał. Сямёнаўка). 1 października?/14 października 1902 zmieniono nazwę na obecną.